# Jåulajauratjah (Arjeplogs socken, Lappland, 733648-153849)
Jåulajauratjah är en sjö i Arjeplogs kommun i Lappland och ingår i Umeälvens huvudavrinningsområde. Sjön har en area på 0,139 kvadratkilometer och ligger 741 meter över havet.

## Delavrinningsområde
Jåulajauratjah ingår i det delavrinningsområde (733892-154017) som SMHI kallar för Utloppet av Mattaure. Medelhöjden är 706 meter över havet och ytan är 55,27 kvadratkilometer. Räknas de 5 avrinningsområdena uppströms in blir den ackumulerade arean 115,24 kvadratkilometer. Mattaurjåkkå som avvattnar avrinningsområdet har biflödesordning 5, vilket innebär att vattnet flödar genom totalt 5 vattendrag innan det når havet efter 419 kilometer. Avrinningsområdet består mestadels av skog (62 procent), sankmarker (11 procent) och kalfjäll (25 procent). Avrinningsområdet har 1,3 kvadratkilometer vattenytor vilket ger det en sjöprocent på 2,4 procent.